# Una spiegazione per tutto
Una spiegazione per tutto (Magyarázat mindenre) è un film del 2023 diretto da Gábor Reisz.

## Trama
Nella Budapest dei giorni nostri, Ábel Trems è un mediocre studente delle superiori che fatica a prepararsi per l'esame di maturità, distratto ulteriormente dalla sua cotta per la compagna di classe Janka. Quest'ultima, però, gli spezza il cuore quando gli rivela di non avere occhi che per Jakab, il loro piacente insegnante di storia. Di fronte a una domanda proprio di quella materia, Ábel si blocca e fa scena muta anche all'orale, costringendo il professore a bocciarlo. Temendo l'ira di suo padre György, un vecchio architetto lesto a vedere nella presunta mancanza di patriottismo e «voglia di fare» delle nuove generazioni l'ennesimo sintomo della rovina del Paese, Ábel finisce per inventarsi, incalzato dal genitore, di essere stato bocciato solo perché indossava una coccarda tricolore in occasione dell'anniversario della primavera di Budapest.
György sceglie di credergli, ricordandosi di una discussione di politica che aveva avuto in precedenza col professore, di idee ben più progressiste delle sue. Dopo che György se ne lamenta col dottore, la notizia dell'ingiustizia perpetrata nei confronti del figlio si diffonde fino ad arrivare alle orecchie di Erika, un'ambiziosa giornalista appena entrata nella redazione di un tabloid conservatore vicino al governo di Viktor Orbán. Erika intervista Ábel, per quanto reticente, esagerando ulteriormente la storia per farsi notare.
L'articolo ottiene molta risonanza su internet e quella di Ábel diventa presto una cause célèbre a livello nazionale contro la sinistra e il politicamente corretto, minando la reputazione dell'istituto e dello stesso Jakab, che viene ostracizzato dai colleghi e finisce ai ferri corti con sua moglie, nonostante continui a negare le accuse. Tenta un incontro riappacificatore a casa di Ábel che, nonostante le migliori intenzioni da parte di entrambi, finisce per risolversi in un furioso litigio tra Jakab e György sulla politica e sulle magre capacità del figlio. Ábel pensa per lo meno che questa ritrovata popolarità potrà dargli maggiori possibilità con Janka, ma la ragazza taglia i ponti con lui accusandolo di aver rovinato la vita a Jakab con la sua bugia.
Grazie all'articolo Erika viene assunta nell'ufficio di pubbliche relazioni di un ministro di governo, ma presto si trova a sperimentare molte discriminazioni a causa della sua ascendenza transilvana. Su pressione della politica, la scuola permette eccezionalmente ad Ábel di ripetere l'esame di maturità, in presenza delle telecamere. Ábel prova a studiare storia, ma con scarso successo. Il giorno fatidico, infine, fugge dall'aula senza neanche tentare di rispondere alla domanda, davanti agli sguardi attoniti di Jakab, György e dei giornalisti. Qualche mese dopo, un gruppo di ragazzi, tra cui Ábel e Janka, tornati amici, si intrufolano nottetempo nella piscina di una villa sulla riva del Balaton.

## Distribuzione
Girato in venti giorni e senza aiuti statali, il film è stato presentato in anteprima il 1º settembre 2023, nella sezione Orizzonti della 80ª Mostra internazionale d'arte cinematografica di Venezia. È stato distribuito nelle sale cinematografiche ungheresi a partire dal 5 ottobre seguente e in quelle italiane a partire dal 1º maggio 2024.

## Riconoscimenti
- 2023 - Mostra internazionale d'arte cinematografica
  - Premio Orizzonti per il miglior film